# Paniútine
Paniútine o Paniútino (en ucraïnès Панютине, en rus Панютино) és una vila de la província de Khàrkiv, Ucraïna. El 2021 tenia 6.997 habitants.